# Rosmarie Nüesch-Gautschi
Rosmarie Nüesch-Gautschi (* 24. Dezember 1928; † 4. Oktober 2022 in Niederteufen) war eine der ersten Architekturstudentinnen der ETH Zürich, Kantonsrätin von Appenzell Ausserrhoden, Obfrau des Ausserrhoder Heimatschutzes, erste kantonale Denkmalpflegerin und Mitglied der eidgenössischen Kommission für Denkmalpflege.

## Leben
Rosmarie Nüesch-Gautschi wuchs in St. Margrethen auf. Ihr Vater war Architekt und Baumeister. Nach der Matura in St. Gallen studierte sie als eine der ersten Architekturstudentinnen an der ETH Zürich. Nach der Heirat brach sie ihr Studium ab und arbeitete fortan im Architekturbüro ihres Mannes in St. Gallen mit.
Im Jahr 1959 erhielt sie vom Schweizerischen Ingenieur- und Architektenverein (SIA) St. Gallen und Appenzell den Auftrag, zum 250. Geburtstag von Hans Ulrich Grubenmann, Baumeister, eine Ausstellung im Historischen Museum St. Gallen aufzubauen. Aufgrund des Interesses des Deutschen Zimmermeisterverbandes an der Ausstellung beauftragte die Pro Helvetia sie mit einer Wanderausstellung für alle westdeutschen Technischen Hochschulen.
Von 1969 bis 1999 war sie im Vorstand des Heimatschutzes von Appenzell Ausserrhoden. Im Jahr 1970 wurde sie zum Obmann des Heimatschutzes von Appenzell Ausserrhoden gewählt. Sie nannte sich bewusst «Obmann», nicht «Obfrau» oder Präsidentin. Diese Funktion hatte sie bis 1991 inne. Von 1973 bis 2004 war sie Mitglied der kantonalen Kommission der Denkmalpflege und erste kantonale Denkmalpflegerin. Von 1985 bis 1996 war sie in der eidgenössischen Denkmalpflege.
Nüesch-Gautschi verfolgte auch eine politische Karriere. Für die FDP wurde sie 1989 neben Elisabeth Kunz-Langenauer als eine der ersten beiden Frauen in den Ausserrhoder Kantonsrat gewählt. Als Kantonsrätin sass sie bis 1996 im kantonalen Parlament.
Nüesch-Gautschi setzte sich für das Wissen um die lokale Baukultur und deren Weiterentwicklung ein. Unter ihrer Präsidentschaft des Heimatschutzes von Appenzell Ausserrhoden erhielt die Gemeinde Gais den Wakkerpreis des Schweizer Heimatschutzes.
Ihr Engagement für die Baumeister Grubenmann verfolgte sie zeitlebens. Im Jahr 1979 gründete sie ein erstes Grubenmann-Museum in Teufen. 2007 überführte sie ihr Lebenswerk in die Stiftung Grubenmann-Sammlung. Dadurch schaffte sie die Voraussetzung zur erfolgreichen Integration des Grubenmann-Museums in das Zeughaus Teufen.
Im März 2009 bekam sie für ihre Leistungen den Anerkennungspreis der Gemeinde Teufen «Tüüfner Bär» verliehen. Im März 2013 wurde ihr für ihr überregional bekanntes Engagement als Architektin, Denkmalpflegerin, Heimatschützerin und Kennerin der Baumeister Grubenmann der Ausserrhoder Kulturpreis verliehen.